# پنجاه و سومین مراسم جایزه گرمی
پنجاه و سومین مراسم جایزه گرمی در ۱۳ فوریه ۲۰۱۱ در استیپلز سنتر در لس‌آنجلس برگزار و از شبکه سی‌بی‌اس پخش شد. نامزدها در ۱ دسامبر ۲۰۱۰ اعلام شدند و ۱۰۹ جایزه به برندگان اهدا شد.

## اجراکنندگان
| هنرمند(ان)                                                           | ترانه(ها) |
| -------------------------------------------------------------------- | --- |
| یولاندا آدامز کریستینا آگیلرا جنیفر هادسن مارتینا مک‌براید فلورنس ولچ | تقدیم به آرتا فرانکلین: "(You Make Me Feel Like) A Natural Woman" Ain't No Way" (آگیلرا) "Until You Come Back to Me (That's What I'm Gonna Do)" (مک‌براید) "فکر کن" (ولچ) "احترام" (هادسن) "Spirit in the Dark" (آدامز) "Sisters Are Doin' It for Themselves" |
| لیدی گاگا                                                            | "این‌گونه زاده شده‌ام" |
| میراندا لمبرت                                                        | "The House That Built Me" |
| میوز                                                                 | "شورش" |
| بی. او. بی برونو مارس جنل مونی                                       | "Nothin' on You" نارنجک" Cold War" |
| جاستین بیبر جیدن اسمیت                                               | "عزیزم" هرگز نگو هرگز" |
| آشر                                                                  | "OMG" |
| مامفرد اند سانز The Avett Brothers باب دیلن                          | "The Cave" " Head Full of Doubt/Road Full of Promise " "Maggie's Farm" |
| لیدی آنتبلوم                                                         | "If You Don't Know Me By Now" American Honey" الان به تو نیاز دارم" |
| سیلو گرین گوئینت پالترو Henson Company Puppets                       | "Forget You" |
| کیتی پری                                                             | "نه مثل فیلم‌ها" رویای نوجوانی" |
| نورا جونز جان میر کیث اربن                                           | تقدیم به دالی پارتون "جولین" |
| امینم آدام لوین ریانا اسکایلر گری دکتر دره                           | "دروغ گفتنت را دوست دارم (قسمت دوم)" به دکتر نیاز دارم" |
| میک جگر رافائل سدیک                                                  | تقدیم به سالومون برک "Everybody Needs Somebody to Love" |
| باربارا استرایسند                                                    | "Evergreen" |
| ریانا دریک                                                           | "نام من چیست؟" |
| آرکید فایر                                                           | "Month of May" Ready to Start" |

## نامزدها و برندگان

### جایزه‌های ویژه
شخص موزیکارز سال
- باربارا استرایسند

جایزه شایستگی رئیس‌جمهور
- دیوید گفن

یک عمر دستاورد هنری
- جولی اندروز، Roy Haynes, Juilliard String Quartet, the Kingston Trio, دالی پارتن، رامونز، George Beverly Shea[۱۱]

### عمومی
جایزه گرمی ضبط سال
- "الان به تو نیاز دارم" – لیدی آنتبلوم
- "Nothin' on You" – بی. او. بی و برونو مارس
- "دروغ گفتنت را دوست دارم" – امینم و ریانا
- "لعنت به تو" – سیلو گرین
- "امپایر استیت آو مایند" – جی-زی و آلیشا کیز

جایزه گرمی بهترین آلبوم سال
- حومه شهرها – آرکید فایر
- ریکاوری – امینم
- الان به تو نیاز دارم – لیدی آنتبلوم
- هیولای شهرت – لیدی گاگا
- رؤیای نوجوانی – کیتی پری

جایزه گرمی ترانه سال
- "الان به تو نیاز دارم"
- "التماس کن، بدزد یا قرض بگیر"
- "لعنت به تو"
- "The House That Built Me"
- "دروغ گفتنت را دوست دارم"

جایزه گرمی بهترین هنرمند جدید
- اسپرانزا اسپالدینگ
- جاستین بیبر
- دریک
- فلورنس اند د مشین
- مامفرد اند سانز

### پاپ
بهترین اجرای صوتی پاپ زن
- "داستان عاشقانه بد" – لیدی گاگا
- "King of Anything" – سارا باریلز
- "هاله" (زنده از I Am... Yours: An Intimate Performance at Wynn Las Vegas) – بیانسه
- "Chasing Pirates" – نورا جونز
- "رویای نوجوانی" – کیتی پری

بهترین اجرای صوتی پاپ مرد
- "همانگونه که هستی" – برونو مارس
- "Haven't Met You Yet" – مایکل بوبله
- "این آخرش است" – مایکل جکسون
- "چی از من می‌خوای" – آدام لمبرت
- "نیمی از قلبم" – جان میر

بهترین اجرای صوتی پاپ دونفره یا گروهی
- "Hey, Soul Sister" (زنده) – ترین
- "دست از باور کردن برندار" (نسخه منطقه‌ای) – گلی
- "بدبختی" – مارون ۵
- "تنها استثناء" – پرامور
- "پدرخوانده" – شادی

بهترین همکاری صوتی پاپ
- "تصور کن" – هربی هنکاک، پینک، ایندیا. آرای، سیل، Konono Nº۱، جف بک و Oumou Sangaré
- "هواپیماها" – بی. او. بی، امینم، و هیلی ویلیامز
- "اگر به خاطر بدی نبود" – التون جان و لیون راسل
- "تلفن" – لیدی گاگا و بیانسه
- "دختران کالیفرنیا" – کیتی پری و اسنوپ داگ

بهترین آلبوم آواز پاپ
- هیولای شهرت – لیدی گاگا
- دنیای من ۲٫۰ – جاستین بیبر
- یک رؤیا دیدم – سوزان بویل
- مطالعات نبرد – جان میر
- رؤیای نوجوانی – کیتی پری

## رکوردها
| بیشترین نامزدی: - ده: امینم - هفت: برونو مارس - شش: جی-زی، لیدی آنتبلوم و لیدی گاگا - پنج: جف بک، بی. او. بی، دیوید فراست، فیلیپ لارنس، جان لجند و The Roots - چهار: آلکس دا کید، بلک کیز، دریک، سیلو گرین، Ari Levine، کیتی پری، ریانا، دیرک سوبوتکا و Zac Brown - سه: دیمن آلبارن، آرکید فایر، بیانسه، کریس براون، دیوید فراست، آلیشا کیز، میراندا لمبرت، جان میر، میوز و نیل یانگ - دو: جاستین بیبر، مایکل بوبله، Matt Cameron، کریستن چنووس، فانتازیا بارینو، گلی، گلدفرپ La Roux، مامفرد اند سانز، مونیکا، آشر، جنل مونی، پینک، رابرت پلنت، شادی، هیلی ویلیامز و وایت استرایپس | بیشترین جوایز: - پنج: لیدی آنتبلوم - سه: دیوید فراست، جی-زی، جان لجند، جف بک و لیدی گاگا - دو: بلک کیز، امینم، هربی هنکاک، آلیشا کیز، The Roots، آشر، کریستوفر تین و BeBe Winans |